# Guido Palomba
Guido Arturo Palomba (São Paulo, 3 de outubro de 1948) é um psiquiatra forense brasileiro.

## Biografia
Guido Arturo Palomba graduou-se, em 1974, pela Faculdade de Ciências Médicas de Santos e especializou-se em Psiquiatria Forense com título reconhecido pela Associação Médica Brasileira, Associação Brasileira de Psiquiatria e pela antiga Sociedade Brasileira de Medicina Legal, atual Associação Brasileira de Medicina Legal e Perícia Médica (ABMLPM).  
Realizou cerca de quinze mil laudos e pareceres para Varas Criminais, Civis e Militares. Foi médico-chefe do antigo Manicômio Judiciário de São Paulo (1975-1985)., Hospital Psiquiátrico de Juqueri, e Coordenador da Área de Laudos da Secretaria de Estado da Saúde de São Paulo (1986-2013). 
É perito nos tribunais judiciários desde 1975, com formação em Psiquiatria de linha europeia. Entre cargos acumulados ao longo da carreira, foi Membro do Conselho Editorial de revistas científicas e culturais, nacionais e internacionais; Ex-diretor Científico, no Brasil, do British Medical Journal, edição em língua portuguesa. Foi presidente do Departamento de Psiquiatria Forense da Associação Paulista de Medicina e, atualmente, é diretor Cultural da Associação Paulista de Medicina (decano da Diretoria) e Curador da Pinacoteca e do Museu de História da Medicina desta Entidade. Ocupa a cadeira n.1 da Academia de Medicina de São Paulo, exerceu vários cargos de diretoria, entre eles, a presidência, por duas vezes, e hoje é decano da diretoria.
É um dos psiquiatras forenses mais conhecidos do país, profissional renomado que atuou em casos criminais de grande repercussão nacional. Participa de muitas entrevistas sobre novas histórias de sua carreira, além de explicações sobre a condutopatia, termo que criou, em 1985, para caracterizar os chamados psicopatas. Explica que o termo vem de conduta patológica, uma vez que a deformidade encontra-se predominantemente no comportamento do indivíduo. Atua como consultor convidado de alguns órgãos de comunicação (desde 1985), de prestígio nacional e internacional, para assuntos psiquiátrico-forenses.  Professor convidado (temas psiquiátrico-forenses) de algumas faculdades de Direito, de Psicologia, de Medicina, entre outras entidades associativas e culturais.
Na área da artes, sua segunda paixão, é Curador da Pinacoteca Guido Arturo Palomba, da Associação Paulista de Medicina; Membro Fundador do Instituto Gustavo Rosa; Membro do Conselho Consultivo da Fundação Adelino Ângelo, Porto (Portugal), da qual foi retratado pelo artista Adelino Ângelo em 2008; Membro de Honra do Conselho do Institut du Monde Lusophone (Paris, 2017).  
Possui coleção de  livros raros e raríssimos de Psiquiatria Forense, de Psiquiatria e de Medicina Legal, dentre eles as primeiras edições de Paulo Zacchia, Philippe Pinel, Jean Esquirol, Johann Lavater, Ambroise Paré, Francisco Franco da Rocha entre muitos outros.    

## Curador da Pinacoteca da Associação Paulista de Medicina[10][11]
Por decisão unânime da diretoria da Associação Paulista de Medicina — APM no dia 17 de janeiro de 2020, a Sala Contemporânea da Pinacoteca da Associação Paulista de Medicina, destinada a exposições temporárias de artistas convidados e de obras do acervo, passou a denominar-se Sala Guido Arturo Palomba, cujo acervo tem mais de 200 obras e está aberto ao público. Dr. Guido explicou que sua paixão por arte iniciou-se em 1974, quando se formou em Medicina e foi trabalhar no Hospital Psiquiátrico do Juqueri, em Franco da Rocha, onde conviveu com Osório César, que estava aposentado, mas ia ao hospital todos os dias. Aprendeu segredos da arte dos alienados mentais. Em paralelo, começou a visitar, nos fins de semana, feiras de arte e de antiguidade, e a se aproximar de artistas plásticos e de marchands. No início dos anos 1990, comprou sua primeira obra de arte, uma pintura de José Antônio da Silva, adquirida do marchand Ulisses Mussi, em São José do Rio Preto, região onde morava o artista. Com o passar dos anos abraçou a arte concreta, construtivismo.     
Aproximou-se da arte geométrica quando foi às primeiras bienais com seu pai. Nelas, os construtivistas eram destaques. Paralelamente, seu pai foi amigo do arquiteto Gregori Warchavchik –– e a arte dele e de seus amigos chamaram sua atenção.     

## Atividades Associativas
Com intensa participação associativa, destacam-se: 
- Membro Fundador, Honorário e Benemérito da antiga Sociedade Paulista de Psiquiatria Forense (1998);
- Fundador e Presidente do Comitê Multidisciplinar de Psiquiatria Forense da Associação Paulista de Medicina (1995-1996; 2005-2006);
- Membro Emérito da Academia de Medicina de São Paulo,
- Ex-Presidente e Decano da Diretoria (1997-2023); Diretor Cultural da Associação Paulista de Medicina (1991-1995; 1999-2023).
- Atual Diretor Decano (2023-2026);
- 4º Vice-presidente da Federação Brasileira de Academias de Medicina (2005-2008) e Secretário Geral (2018-2020);
- Membro Titular da Academia Paulista de História (desde 1992, ocupante da Cadeira número 1);
- Membro Titular da Academia Cristã de Letras (desde 2001); Membro Titular do Instituto Histórico e Geográfico de São Paulo (desde 2004), com comenda Dom Pedro I;
- Membro Titular do Instituto Histórico, Geográfico e Genealógico de Sorocaba (desde 2004);
- Membro Fundador da antiga Academia Hispano-brasileira de Ciências, Artes e Letras (1984);
- Membro Remido do Clube dos 21 Irmãos Amigos (desde 1985);
- Membro da International Academy of Law and Mental Health (2002-2007);
- Membro correspondente da Academia Cearense de Medicina (1992);
- Membro do Conselho Penitenciário de São Paulo (2009-2011);
- Membro da Comissão Antidrogas da Ordem dos Advogados do Brasil (2010-2012);
- Membro da Ordem Nacional de Escritores (Associação Nacional de Escritores);
- Membro Fundador do Instituto Internacional de Política Judiciária;
- Sócio Fundador da Sociedade Brasileira de História da Medicina.
- Irmão Remido da Irmandade da Santa Casa de Misericórdia de São Paulo (desde 2002);
- Cofundador e Curador do Museu de História da Medicina da Associação Paulista de Medicina e Cofundador do futuro Museu da Tolerância (Universidade de São Paulo).

## Livros Publicados como Autor
- Noções básicas de psiquiatria forense (Sugestões Literárias, 1992).
- Loucura e crime (Fiuza, 1996).
- Tratado de Psiquiatria Forense Civil e Penal (Atheneu, São Paulo, 2003); ISBN 8574540781
- Tratado de psiquiatria forense civil e penal [o primeiro, no gênero, em língua portuguesa (Atheneu, São Paulo, 2003)].
- Dicionário biográfico da psiquiatria e da psicologia (Editora Juarez de Oliveira, 2009).
- História da Academia de Medicina de São Paulo (Edição Independente, 2013).
- Perícia na psiquiatria forense (Saraiva, 2016).
- Insania Furens'' - Casos Verídicos de Loucura e Crime (Editora Saraiva, 2017).
- A decadência da psiquiatria ocidental (Editora Del Rey, 2021).
- Código de processo pericial (Editora Del Rey, 2023).

## Livros Publicados como Autor Coordenador
- 450 Anos de História da Medicina Paulistana (Imprensa Oficial do Estado de São Paulo, 2004);
- Associação Paulista de Medicina, 75 Anos (Atheneu, Rio de Janeiro, 2005).
- Acervo da Pinacoteca da Associação Paulista de Medicina (São Paulo, 2015)
- Acervo do Museu da Associação Paulista de Medicina (Know-How, 2018).
- APM, a grandeza de seus 90 anos (Associação Paulista de Medicina, 2020/2021).

## Livros em Participou como Coautor
- 7 de março (Academia de Medicina de São Paulo, 2012);
- Homicídio crime rei (Coordenação de Laerte Marzagão, Editora Quartier Latin, 2009).

## Livros em que participou como colaborador
- AMB 60 anos (Associação Médica Brasileira, São Paulo, 2011);
- Conquistas e desafios, 80 anos da Associação Paulista de Medicina (SMS Editora, São Paulo, 2011).
- Diálogo Construtivo Paulista (Enock Sacramento, 2022).

## Artigos para o Suplemento Cultural da Associação Paulista de Medicina
- O manicômio judiciário, visto por seu médico mais antigo; maio/jun. 1983; 19
- A volta do suplemento; jul. 1988; 24
- Átila Ferreira Vaz, imortal; jul. 1988; 24
- Sala Dr. Duílio Crispim Farina: A memória da medicina e da ciência em chão paulista; nov. 1988; 28
- Cadeira de del Picchia é ocupada por Farina na Academia Paulista de Letras; dez. 1988; 29
- Memória da medicina paulista; jan. 1989; 30
- Homenagem ao aniversário da cidade de São Paulo; fev. 1989; 31
- A tese de Simeão dos Santos Bonfim; abr. 1989; 33
- O adeus a Arnaldo Vieira de Carvalho; jun. 1989; 35
- A volta da nau dos loucos; set. 1989; 38
- O discurso de posse de Farina na Academia Paulista de Letras; nov. 1989; 40
- Costa Júnior e a sua preciosa doação; dez. 1989; 41
- Mensagem de Natal; dez. 1990; 46
- Perfil forense da medicina (Coluna do livro); jan. 1991; 47
- Carnaval, reino de Dionísio; fev. 1991; 48
- Obras completas de Ambroise Paré (Coluna do livro); fev. 1991; 48
- Beco das Araras (Coluna do livro); mar. 1991; 49
- Erro médico (Coluna do livro); mar. 1991; 49
- O mendigo ilustre; abr. 1991; 50
- Atualização em endoscopia digestiva (Coluna do livro); abr. 1991; 50
- Estância Hidromineral de Águas de São Pedro (Coluna do livro); abr. 1991; 50
- Monitorização invasiva (Coluna do livro); abr. 1991; 50
- Revista Brasileira de Sexualidade Humana (Coluna do livro); abr. 1991; 50
- Erro médico (Coluna do livro); maio 1991; 51
- Fatos, a tragédia do conhecimento em psicanálise (Coluna do livro); maio 1991; 51
- D. O. Leitura (Coluna do livro); jun. 1991; 52
- O homem que marcou o dia do Natal; jul. 1991; 53
- (Coluna do livro) Socorro! Estou preso no meu corpo (Coluna do livro); jul. 1991; 53
- Curso de direito penal (Coluna do livro); ago. 1991; 54
- Avaliação da utilização de medicamentos em unidade de assistência primária à saúde (Coluna do livro); set. 1991; 55
- Desafio do asfalto (Coluna do livro); set. 1991; 55
- Estratégia do diagnóstico vascular (Coluna do livro); set. 1991; 55
- O dia do médico; out. 1991; 56
- Alcoolismo, diagnóstico e tratamento (Coluna do livro); out. 1991; 56
- Reminiscências do ginásio São Joaquim (Coluna do livro); out. 1991; 56
- Atlas da aterosclerose (Coluna do livro); nov. 1991; 57
- Farmacologia integrada (Coluna do livro); nov. 1991; 57
- Responsabilidade civil médica, odontológica e hospitalar (Coluna do livro); nov. 1991; 57
- Trilhas associativas (Coluna do livro); nov. 1991; 57
- Disritmia encefálica paroxística primária (Coluna do livro); dez. 1991; 58
- Maffei e a epilepsia; dez. 1991; 58
- Personalidade (Coluna do livro); dez. 1991; 58
- Piratininga em tempos idos (Coluna do livro); dez. 1991; 58
- Sarmiento de Gamboa no Brasil (Coluna do livro); dez. 1991; 58
- História geral da medicina brasileira (Coluna do livro); jan./fev. 1992; 59
- Purkinje; mar. 1992; 60
- Doença de Alzheimer (Coluna do livro); mar. 1992; 60
- Meditação, a chave para a nova era (Coluna do livro); mar. 1992; 60
- Franco da Rocha e o manicômio judiciário de São Paulo; abr. 1992; 61
- Doctor Salvatore (Coluna do livro); abr. 1992; 61
- Trajeto (Coluna do livro); abr. 1992; 61
- Ciência e libertação (Coluna do livro); abr. 1992; 61
- Os estados afetivos e os remédios florais do dr. Bach (Coluna do livro); maio 1992; 62
- Esclerose múltipla – Manual para pacientes e familiares (Coluna do livro); jun. 1992; 63
- Psicopatias ou transtornos da personalidade em psiquiatria forense (Coluna do livro); jun. 1992; 63
- Átila Vaz, amigo que não se repõe jamais; jul. 1992; 64
- Até a primeira estrela (Coluna do livro); jul. 1992; 64
- Garimpando na Cidade Branca (Coluna do livro); ago. 1992; 65
- Teatro pedagógico (Coluna do livro); ago. 1992; 65
- Discurso de posse de Guido Palomba na Academia de Medicina de São Paulo; set. 1992; 66
- A conservação da mama (Coluna do livro); set. 1992; 66
- Crítica genética (Coluna do livro); set. 1992; 66
- Retalhos de emoções (Coluna do livro); set. 1992; 66
- O ditador dos emboabas (Coluna do livro); out. 1992; 67
- Psiquiatria sem preconceitos (Coluna do livro); out. 1992; 67
- Retratos de Minas (Coluna do livro); out. 1992; 67
- A origem do dia do médico; nov. 1992; 68
- Crianças sem problemas (Coluna do livro); nov. 1992; 68
- Súdito da noite (Coluna do livro); nov. 1992; 68
- Viajantes ilustres em Mogi das Cruzes (Coluna do livro); nov. 1992; 68
- A arte e a neurose de João do Rio (Coluna do livro); dez. 1992; 69
- Esculápios, boticas e misericórdias, em Piratininga d’outrora (Coluna do livro); dez. 1992; 69
- Cefaleia (Coluna do livro); jan. 1993; 70
- Cirurgia plástica sem segredos (Coluna do livro); jan. 1993; 70
- Sogras e noras, aprendendo a conviver (Coluna do livro); fev. 1993; 71
- “Memórias do delírio”; abr. 1993; 73
- Direcione a sua mente (Coluna do livro); maio 1993; 74
- Matéria médica e terapia floral (Coluna do livro); maio 1993; 74
- Escrituras surrealistas (Coluna do livro); jun. 1993; 75
- Quaderni Internazionali di Storia della Medicina e della Sanitá (Coluna do livro); jun. 1993; 75
- Mulher; jul. 1993; 76 Determinação e mudança de sexo (Coluna do livro); jul. 1993; 76
- Fatos pitorescos na vida de um médico paulistano (Coluna do livro); jul. 1993; 76
- A pizza literária (Coluna do livro); ago. 1993; 77
- O paciente como ser humano (Coluna do livro); ago. 1993; 77
- Por um lugar ao sol (Coluna do livro); ago. 1993; 77
- Arte e fé (Coluna do livro); out. 1993; 79
- Conversando com a doença (Coluna do livro); out. 1993; 79
- Memórias de Botucatu 2 (Coluna do livro); out. 1993; 79
- Proctology anatomy (Coluna do livro); out. 1993; 79
- Orlando Zamitti Mammana; nov./dez. 1993; 80
- As gêmeas; nov. 1994; 91
- Duílio Crispim Farina: um notável da cultura médica; nov. 1994; 91
- Mentecapto lunático imbecil idiota; dez. 1994; 92
- Suplemento Cultural nº 103; maio 2000; 103
- Jairo Ramos: exemplo às gerações futuras; jun. 2000; 104
- Sistema inteligente ou raciocínio curto?; ago. 2000; 106
- A propósito de Paulo Rath de Souza; ago. 2000; 106
- 16 de outubro, dia do anestesiologista; nov. 2000; 109
- Homenagem a Duílio Crispim Farina; nov. 2000; 109
- Aldir: colorindo a APM; dez. 2000; 110
- A arte de Gustavo Rosa; mar. 2001; 113
- Academia de Medicina de São Paulo transcendendo dificuldades; abr. 2001; 114
- A arte de Olimpio Franco, aos 25 anos de idade; set. 2001; 119
- Philippe Pinel: alienista, precursor da residência médica; nov. 2001; 121
- Doutrinas psiquiátricas na Renascença e no Iluminismo; fev. 2002; 124
- O existencialismo de Inos Corradin; maio 2002; 127
- Carlos da Silva Lacaz, médico e escritor; jun. 2002; 128
- Ainda sobre o símbolo da medicina; jul. 2002; 129
- Centenário de nascimento de Anibal Silveira; ago. 2002; 130
- Paulo Fraletti, mestre da psiquiatria forense e poeta; nov. 2002; 133
- Homenagem a Jorge Michalany no dia do médico; nov. 2002; 133
- A arte simbólica de Gustavo Von Ha; dez. 2002; 134
- A perda do mestre Duílio Crispim Farina; fev./mar. 2003; 136
- Academia de Medicina de São Paulo: posse da nova diretoria; abr. 2003; 137
- Aldir, o colorista; abr. 2003; 137
- A vida negociada; jun. 2003; 139
- Os pechisbeques; ago. 2003; 141
- Dia do médico; out. 2003; 143
- Diagnóstico e tratamento; dez. 2003; 145
- Homenagem a Octávio de Mesquita Sampaio; dez. 2003; 145
- KLAXON: uma trincheira dos modernistas; mar. 2004; 147
- José Celestino Bourroul, o invencível; mar. 2004; 147
- Alois Alzheimer e Rita Hayworth, um a desgraça do outro; abr. 2004; 148
- Longevidade: viver mais e melhor; jun. 2004; 150
- Ivald Granato; jun. 2004; 150
- Nelson Guimarães Proença e a medalha Anchieta; jul. 2004; 151
- Antonio Peticov; out. 2004; 153
- Eleuses Vieira de Paiva: homenagem do CRM, da APM e da Academia de Medicina, no dia do médico; nov. 2004; 154
- Musée Pierre Masson e o prof. Jorge Michalany; nov. 2004; 154
- Prosopopeia do texto; jan./fev. 2005; 156
- Claudio Tozzi e a arte pensada; jun. 2005; 159
- Antonio de Pádua Bertelli; jul. 2005; 160
- Professor Jorge Michalany; ago. 2005; 161
- Oração de recepção ao acadêmico Luiz Gonzaga Bertelli, na Academia Cristã de Letras; set. 2005; 162
- Eletrocardiografia clínica; out. 2005; 162
- Spartaco Vizzoto; out. 2005; 163
- Associação Paulista de Medicina: certidão de nascimento; nov. 2005; 164
- Caciporé Torres: intuição e razão; nov. 2005; 164
- 75 anos de Associação Paulista de Medicina; nov. 2005; 164
- Homeopatia: medicina sob medida; jan./fev. 2006; 166
- Academia de Medicina de São Paulo comemora em 7 de março de 2006 111 anos: homenagem ao fundador Luiz Pereira Barreto; mar. 2006; 167
- Luis José Attílio Fiore; mar. 2006; 167
- Munir Curi: sua imagem, sua escolha; abr. 2006; 168
- Ernesto de Souza Campos; maio 2006; 169
- Samoel Atlas, saudades; set. 2006; 173
- Contribuição da psiquiatria às excelentes Analogias em Medicina do Professor José de Souza Andrade Filho; out. 2006; 174
- Curiosidades editoriais; dez. 2006; 176
- Quatro gemas preciosas da medicina paulista; jan./fev. 2007; 177
- A volta da verdadeira psiquiatria, uma luz no fim do túnel; mar. 2007; 178
- A terceira idade: como transformar na melhor idade; mar. 2007; 178
- Aldir Mendes de Souza: a perda de um genial colorista; mar. 2007; 178
- Reflexões sobre o início da vida humana; maio 2007; 180
- Movimento médico paulista do cafezinho literário; jul. 2007; 182
- Oração de recepção a José Luiz Gomes do Amaral na Academia Cristã de Letras; dez. 2007; 186
- Os livros, a internet, o transtorno bipolar, as indústrias farmacêuticas, o cupim moderno; jan. 2008; 187
- Artista plástica Isabelle Ribot (As percepções compostas); abr. 2008; 190
- Isabelle Ribot, artiste (Les perceptions composées); abr. 2008; 190
- O enigma do mestre; maio 2008; 191
- A pintora Claudia Furlani e os anos 1980; jun.2008; 192
- A 28ª Bienal vista do Olimpo; nov. 2008; 196
- Dez mulheres de arte; maio 2009; 202
- Encerramento da gestão da Academia de Medicina de São Paulo; jun. 2009; 203
- Informações culturais; jul. 2009; 204 Anapana; ago. 2009; 205
- Notícias culturais; set. 2009; 206 Discurso de recepção ao professor José Vicente Barbosa Corrêa; dez. 2009; 209
- O instinto do poder na noite dos pesadelos; mar. 2010; 211 A decadência da psiquiatria e a epilepsia; jun. 2010; 214
- Afiz Sadi: um lutador intemerato (1924-2010); ago.2010; 216
- Dia do médico, que vamos comemorar?; out. 2010; 218
- Paulo Fraletti: condestável da psiquiatria forense; mar. 2011; 222
- Coveiros da gramática; jun. 2011; 225
- A decadência da psiquiatria II; ago. 2011; 227
- APM: o emblema e a logomarca; set. 2011; 228
- José de Almeida Camargo: o semeador de grandezas; out. 2011; 229
- Mestre Adelino Ângelo, universalista; nov. 2011; 230
- A decadência da psiquiatria III; dez. 2011; 231
- A decadência da psiquiatria IV (o problema da propaganda); mar. 2012; 233
- Academia de Medicina de São Paulo: missão cumprida; abr. 2012; 234
- A decadência da psiquiatria (n. 5): o incrível método do diagnóstico de anorexia e de bulimia nervosa; jul.2012; 237
- Manoel Ignacio Rollemberg dos Santos: preito de benquerença ao saudoso erudito; dez. 2012; 242
- A decadência da psiquiatria (n. 6): a psiquiatria está balofa; jan./fev. 2013; 243
- Faculdade de Ciências Médicas da Santa Casa de São Paulo – 50 anos, parabéns!; maio 2013; 246
- Decadência da Psiquiatria (n. 7): Psiquiatria forense paulista, antes e agora; jun. 2013; 247
- 18 de outubro, dia do médico; out. 2013; 251
- Les Oeuvres (Coluna do livro); out. 2013; 251
- Cefalogia fisonomica (Coluna do livro); nov. 2013; 252
- Patologia cirúrgica e epidemiologia (Coluna do livro); nov. 2013; 252
- Aquilegio medicinal (Coluna do livro); dez. 2013; 253
- Promptuario pharmaco e cirurgico (Coluna do livro); jan./fev. 2014; 254
- Avisos interessantes sobre as mortes aparentes (Coluna do livro); mar. 2014; 255
- Medicina curativa ou método purgante (Coluna do livro); abr. 2014; 256
- O médico do povo (Coluna do livro); maio 2014; 257
- De la folie dans ses rapports avec les questions medico-judiciaires (Coluna do livro); jun. 2014; 258
- Anatomia Il Corpo-Umano – breve história (Coluna do livro); jul. 2014; 259
- L’Autore (Coluna do livro); jul. 2014; 259
- Lezioni di medicina operatoria (Coluna do livro); ago.2014; 260
- O asno de Buridan e o homo sapiens; set. 2014; 261
- Memorias chronologicas criticas para a historia da cirurgia moderna (Coluna do livro); set. 2014; 261
- Decadência da psiquiatria — 8: o caso Cadu; out. 2014; 262
- L’uomo delinquente (Coluna do livro); out. 2014; 262
- Traité de médecine légale (Coluna do livro); nov. 2014; 263
- Élémens de médecine (Coluna do livro); dez. 2014; 264
- As bases anatomopatológicas da neuriatria e psiquiatria (Coluna do livro); jan./fev. 2015; 265
- L’épilepsie e l’hystérie (Coluna do livro); mar. 2015; 266
- Medicina del lavoro (Coluna do livro); abr. 2015; 267
- Atlas D’anatomie pathologique (Coluna do livro); maio 2015; 268
- Les anesthésiques (Coluna do livro); jun. 2015; 269
- Annaes do 1º congresso médico paulista (Coluna do livro); jul. 2015; 270
- Appendicite et pérityphlite (Coluna do livro); ago. 2015; 271
- Formulário (Coluna do livro); set. 2015; 272
- The winter’s tale (Coluna do livro); out. 2015; 273
- Serpents in symbolism, art and medicine (Coluna do livro); nov. 2015; 274
- Os presidentes na Casa de Pereira Barreto (Coluna do livro); dez. 2015; 275
- Bandages, pansements et appareils (Coluna do livro); jan./fev. 2016; 276
- La science expérimentale (Coluna do livro); mar. 2016; 277
- Les terres du ciel (Coluna do livro); abr. 2016; 278
- The national Shakespeare (Coluna do livro); maio 2016; 279
- Hippocratis prognostica commentaria (Coluna do livro); jun. 2016; 280
- L’ art a la Faculté de Médicine de Paris (Coluna do livro); jul. 2016; 281
- La démence précoce (Coluna do livro); ago. 2016; 282
- Réquiem para Ivald Granato; ago. 2016; 282
- Lições de anthropotomia (Coluna do livro); set. 2016; 283
- De la pendaison et étude expérimentale sur l’asphyxie par submersion (Coluna do livro); out. 2016; 284
- Decadência da psiquiatria: haja paciência; nov. 2016; 285
- Homenagens aos doutores Synesio Rangel Pestana e Homenagens aos doutores Synesio Rangel Pestana e José Ayres Netto (Coluna do livro); nov. 2016; 285
- Decadência da Psiquiatria (10): patologia dual e nosologia; dez. 2016; 286
- These: espiritismo e metapsychismo (Coluna do livro); dez. 2016; 286
- Theses do Dr. João Vicente Torres Homem (Coluna do livro); jan./fev. 2017; 287